# František Šedivý
František Šedivý (2. července 1927, Zadní Třebaň – 23. února 2021) byl český spisovatel a bývalý politický vězeň. Působil jako místopředseda Konfederace politických vězňů.

## Životopis[1]
Narodil se do rodiny legionáře, jeho otec bojoval v 1. sv. válce na italské frontě, dva strýcové na ruské, jeden z nich zahynul v Irkutsku. František Šedivý studoval na reálce, z níž byl v roce 1942 během heydrichiády vyloučen a roku 1944 pracovně nasazen v továrně Junkers. V té době se jako spojka aktivně zapojil do protinacistického odboje. Po válce byl přijat na Obchodní akademii v Berouně, kde v roce 1948 maturoval. Poté byl přijat na Vysokou školu obchodní, později přejmenovanou na Vysokou školu hospodářských věd. Při studiu se věnoval dopisování do podbrdských mutací Svobodného slova a Práce.
Po komunistickém puči v únoru 1948 se zapojil do boje proti tehdejšímu režimu vydáváním a distribucí letáků, organizováním ilegálních skupin a pomocí při útěcích do zahraničí. Jako převaděč dvakrát úspěšně převedl přes hranice na Šumavě skupiny uprchlíků. Na vysoké škole organizoval skupinu, která se připravovala na jimi očekávaný brzký pád vládnoucího režimu. Tato ilegální skupina měla zahrnovat studenty ze všech pražských vysokých škol a posléze i z jiných univerzitních měst. Skupina usilovala o změnu komunistického režimu v ČSR ve spolupráci se zahraničními organizacemi.
Začátkem padesátých let 20. století se mu podařilo odhalit agenta provokatéra Vilibalda Golda. Následkem toho byl v květnu 1952 krátce před státnicemi zatčen a ve věku 25 let v procesu Šedivý a spol. (byl označen jako vedoucí skupiny) za trestný čin velezrady a vyzvědačství odsouzen na 14 let odnětí svobody. Vězněn byl na Mírově a dlouhá léta strávil v uranových dolech v Jáchymově, a to v ústředním táboře, v táboře C, v táboře L (tak zvané Věži smrti) a dále v příbramských Bytízi a Vojně. V únoru 1964 byl podmínečně propuštěn. Během věznění přišel o maminku i o snoubenku, po propuštění se neměl kam vrátit.
Do roku 1968 pracoval převážně v dělnických profesích u Staveb silnic a železnic, po r. 1969 ve stejné společnosti jako překladatel, ze které byl po prověrkách propuštěn a pak následně podmínečně přijat. Od roku 1982 působil jako ekonom ve vydavatelství Melantrich.
V roce 1968 zakládal K-231 a opoziční Národně-socialistickou stranu.  
Po roce 1989 se věnoval porevoluční obnově fungování Sokola. Účastnil se jak konference v Městské knihovně v Praze v prosinci 1989, tak i prací přípravného výboru, do kterého byl zvolen.  V červnu 1990 se účastnil sletu zahraničního Sokola v Paříži, kde kromě sletových sokolských akcií absolvoval i konferenci exilového K-231 a zasedání Čsl. strany národně socialistické, jejíž obnovu domlouval s kanadskou exilovou skupinou již před rokem 1989.
V roce 1992 vedl výpravu cvičenců Sokola na pozvání kanadského Sokola v Torontu. Při této příležitosti položil květinu i na první pomník obětem komunizmu, postavený z příspěvků politických vězňů z celého světa v kanadském Masaryktownu.   
Angažoval se v Konfederaci politických vězňů, v níž dlouhou dobu zastával pozici prvního místopředsedy a při různých pietách a vzpomínkách pronesl jejím jménem desítky projevů. Dále byl předsedou Klubu dr. Milady Horákové a byl též členem mezinárodního PEN klubu. Často chodil na besedy a přednášky mezi studenty, publikoval příspěvky v denním tisku.
Byl amatérským ochotníkem v Lesním divadle v Řevnicích a velkým milovníkem přírody, v mládí se chtěl stát lesníkem.
Je autorem autobiografie Pod věží smrtí, v níž popsal své zážitky od zatčeni po propuštění z komunistického vězení. V další knize Legie živých popisoval komunistické koncentráky, které fungovaly v ČSR v 50. a 60. letech 20. století. K miléniu rodné obce napsal knihu Zadní Třebaň včera a dnes. Především dětem byla věnována kniha Můj pes Blesk. Po smrti svého bratra dokončil jím rozepsanou knihu Bory a Mírov.
Jeho bratr Zdeněk utekl v roce 1948 do západního Německa. Jako žurnalista působil nejprve v mnichovské redakci Svobodné Evropy, po roce 1957 jako redaktor Hlasu Ameriky ve Washingtonu.  

## Ocenění
U příležitosti státního svátku Dne vzniku samostatného československého státu dostal 28. října 2009 z rukou prezidenta republiky Václava Klause Řád Tomáše Garrigua Masaryka II. třídy za vynikající zásluhy o rozvoj demokracie a lidská práva.
V roce 2008 byl oceněn Ministrem obrany vyznamenáním Zlatá lípa.
V sobotu 31. května 2008 mu bylo uděleno čestné občanství obce Zadní Třebaň. 7. května 2010 mu bylo uděleno čestné občanství města Řevnice.
Dne 24. února 2019 na festivalu Mene Tekel obdržel ocenění Rytíř české kultury.